# アメリカ欧州・アフリカ陸軍
アメリカ欧州・アフリカ陸軍（アメリカおうしゅう・あふりかりくぐん、United States Army Europe and Africa: USAREUR-AF）は、アメリカ欧州軍（EUCOM）及びアメリカアフリカ軍（AFRICOM）の管轄に対応するアメリカ陸軍の陸軍統合軍構成コマンドで戦域陸軍。かつては、陸軍の野戦軍としては第7軍（だいななぐん、Seventh U.S. Army）として知られていた。
冷戦中は、北大西洋条約機構（NATO）の中央陸軍集団（CENTAG）の一部として、主に東側であったワルシャワ条約機構に対応していた地上部隊の監督にあたった。1989年以降のアメリカの大規模な軍縮の過程では、対テロ戦争に参加し、湾岸戦争やコソボ紛争に部隊を派遣し、他のNATO地上部隊との安全保障協力の強化にあたった。
2020年、アメリカ陸軍は、アメリカアフリカ陸軍とアメリカ欧州陸軍を統合し、新たな司令部としてアメリカ欧州・アフリカ陸軍を創設すると発表した。2つの部隊は、2020年11月20日に統合された。

## 沿革

### 第二次世界大戦
アメリカ欧州・アフリカ陸軍の起源は、1943年から1945年に第二次世界大戦のヨーロッパ戦域全域の作戦の指揮について権限を有したアメリカヨーロッパ作戦戦域陸軍（ETOUSA）まで遡る。ETOUSAは、陸軍地上軍（現在の陸軍総軍）、陸軍航空軍（現在のアメリカ空軍）、及びイタリア北部と地中海沿岸に展開していた陸軍支援軍の作戦指揮を執っていた。なお、ヨーロッパ戦域は、南側側面でアメリカ北アフリカ作戦戦域陸軍（NATOUSA）と接していたが、これは後にアメリカ地中海作戦戦域陸軍（MTOUSA）に再編されている。
そもそも「作戦戦域」という用語は、アメリカ陸軍のフィールドマニュアルにおいて「軍事作戦と、それに付随する行政活動の実施に必要な地域で、侵略又は防衛されるべき陸上及び海上の区域」と定義されていた。第一次世界大戦の経験によると、作戦戦域は、継続的な作戦が実施される地上の大規模な区域と考えられ、現に戦闘が行われている地域又は活発に戦闘が発生する地域及びコミュニケーション・ゾーン（通信、補給、退避のための施設及び野戦部隊の即時支援、維持に必要なその他の機関が展開する作戦戦域の後方の区域）と戦域の管理に必要な区域の2つの主要なエリアに分割されていた。軍隊が進化するにつれて、こういった戦域の分割の考え方がなくなり、新たに単一の地理的な支配地域へと移行した。
1945年5月8日にヨーロッパ戦域での戦闘が終結したとき、ETOUSA司令部はパリ郊外のヴェルサイユ宮殿に置かれていた。ドワイト・D・アイゼンハワー司令官と参謀は、ドイツ占領の準備を開始し、参謀の一部がフランクフルトに移動した。フランクフルトでは、連合国遠征軍最高司令部とアメリカ軍政局と共同で任務にあたった。1945年7月1日、ETOUSA司令部がフランクフルトにおいて、アメリカ軍ヨーロッパ戦域（HQ USFET）司令部に改称された。
終戦時、ヨーロッパには240万人のアメリカ陸軍が展開していた。2個の軍集団（第6軍集団、第12軍集団）、5個の野戦軍（第1軍、第3軍、第5軍、第7軍、第9軍）、13個の軍団、62個の戦闘師団（歩兵43個、機甲16個、空挺3個）、戦車及び装甲戦闘車11,000両であった。
このうち第7軍がヨーロッパにおけるアメリカ領西部、第3軍が東部の占領を担当した。1945年11月、この2個の野戦軍司令官は、共同で騎兵部隊を中心として「地区警察」組織を設置した。1946年3月にドイツで第7軍が解散した。1946年5月1日、この地区警察組織がバンベルクでアメリカ警察局に再編された。1947年、第3軍がアメリカに帰還した。それ以来、1950年代初頭まで、アメリカ占領軍は、第1歩兵師団を基幹として、数個の歩兵連隊及び10個騎兵連隊から成るアメリカ警察局が中核となっていた。

### 冷戦以降

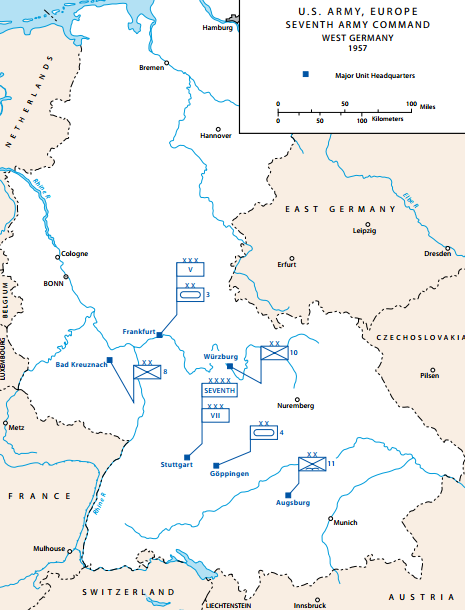
1957年の欧州における主要なアメリカ陸軍司令部の位置。

1980年代のアメリカ欧州陸軍の第5軍団と第7軍団の位置。

1947年3月15日、アメリカ軍ヨーロッパ戦域司令部は、アメリカ欧州コマンド（EUCOM）に再編された。名称に「陸軍」は含まれないものの、欧州コマンド司令部がアメリカ軍統合欧州コマンドにおける陸軍司令部であり、当初はアメリカ地上・支援陸軍ヨーロッパ司令部と呼ばれていた。なお、このEUCOMは、名称こそ同じものの1952年8月1日に創設された統合軍のアメリカ欧州軍（USEUCOM）とは別である。
1948年2月から6月にかけて司令部はハイデルベルクのキャンベル・バラックスに移転し、2013年まで置かれていた。
1947年11月15日、アメリカ欧州コマンドは、アメリカ陸軍省の新たな命名規則に従いアメリカ欧州陸軍（USAREUR）に改名された。USAREURは、連合国遠征軍最高司令部アメリカ軍政局の管轄とされた事項以外において、戦闘部隊及び支援部隊の指揮官に、組織管理及び兵站支援に必要な機能を提供することとされた。なお、同様に在欧アメリカ空軍、在欧アメリカ海軍も設置されている。EUCOM司令部の参謀及び職員は、引き続きUSAREURの参謀及び職員を務めた。また、USAREURのクラレンス・R・ヒューブナー司令官は、高い規律基準の確立と維持を求めた。
1948年6月24日、ソ連が連合国の支配下にある西ベルリンへの鉄道と道路を遮断し、ベルリン封鎖が始まった。ベルリン市内の勢力は、50対1の比率で連合国軍が圧倒していたが、ドイツのアメリカ占領地域を統括していたクルシウス・D・クレイ司令官は、ベルリン空輸の発動を命令した。ヴィースバーデン陸軍飛行場に司令部を置いていた連合軍は、1949年5月12日に封鎖が解除されるまで、包囲された都市に1日当たり約9,000トンの物資を供給し続けた。
1948年から1950年にかけて冷戦の緊張が高まり、1950年6月に朝鮮戦争が勃発すると、ヨーロッパの東西の緊張が高まった。1950年11月、第7軍は、ドイツ・シュトゥットガルトで再編成された。西ドイツの主権回復後もドイツ駐留を継続し、北大西洋条約機構ドイツ防衛部隊におけるアメリカ陸軍の主力部隊となった。冷戦中の大部分のあいだ、第7軍は、第5軍団と第7軍団の2個軍団を基幹として編成されており、1962年6月の時点で、計277,342名の将兵が所属していた。1967年、第7軍はアメリカ欧州陸軍と合併した。
冷戦の終結により、欧州軍はその兵力を削減されることとなったが、その前に、第7軍は、湾岸戦争に参加することとなった。第7軍を構成していた部隊のうち、第7軍団は湾岸戦争に参加した後、ドイツに戻ることなくそのままアメリカ本土に帰還した。一方、第5軍団は第7軍の主力部隊としてヨーロッパに留まることとなった。
1990年代、第7軍はボスニア・ヘルツェゴビナ紛争およびコソボへの平和維持任務を担当した。この間、第5軍団隷下に、由緒ある部隊である第173空挺旅団が再編成された。
第7軍は、2003年のイラク戦争において大きな関与をなした。第5軍団司令部はイラクに進出し、第7軍も戦時編成に入った。第173空挺旅団と第1機甲師団は2004年までにイラクから撤収したが、第1歩兵師団は占領任務のために残された。
米軍再編において、第5軍団の主力部隊であった第1歩兵師団と第1機甲師団はヨーロッパを去ることとなりこれら2個師団のかわりに第2騎兵連隊（ストライカー旅団戦闘団）と第12戦闘航空旅団が配属された。これにより、第5軍団の戦力はかなり削減されたことから、第5軍団としての組織を解体して、これらの旅団級部隊は欧州陸軍（第7軍）の直轄下とすることも検討された。しかし一時期、第5軍団の隷下には、さらに2個の重旅団戦闘団（第170歩兵旅団および第172歩兵旅団）が配属され、第5軍団は、2個重旅団戦闘団と1個ストライカー旅団戦闘団、1個歩兵旅団戦闘団から編成されていた。
また、欧州陸軍の司令官ポストは長らく大将（4つ星）が補職されてきたが、2011年3月、当時の司令官であるカーター・ハム大将のアフリカ軍司令官転出に関連する補職人事で、基礎軍事訓練担当陸軍訓練教義軍団副司令官のマーク・ハートリング中将が昇任なしで新たに司令官に補職された。これにより、欧州陸軍は中将（3つ星）クラスが指揮する部隊へ事実上縮小・格下げされたことになる。その後2013年には、以前検討されたように第5軍団は閉隊された。
2018年1月18日に司令官に指名されたクリストファー・G・カヴォリ大将の補職により、再び大将（4つ星）のポストになった。2020年に、アメリカアフリカ陸軍と統合され、新たにアメリカ欧州・アフリカ陸軍（USAREUR-AF）となった。

## 第5軍団の再編制とロシアのウクライナ侵攻
2020年2月11日、アメリカ陸軍省は、司令部部隊として第5軍団を再編制すると発表した。司令部には、約635人の兵士が所属し、そのうち約200人がヨーロッパにおける陸軍の作戦指揮所の支援にあたることになった。ジェームズ・C・マッコンビル参謀総長は、2020年10月1日にポーランドのポズナンに第5軍団前方司令部を設置すると発表した。630人の兵士のうち、200人が交代制でポズナンに駐留する予定である 。
ヨーロッパによけるアメリカ軍の指揮系統を追加し、強化するために、2022年3月7日、第5軍団司令部はドイツに展開し、すでにヨーロッパに展開していた前線部隊と合流した。また司令部は、ヨーロッパにおける強力な存在感を示すために、軍団が緊急展開能力を獲得し、北大西洋条約機構（NATO）東側側面を強化するために進行中の任務を支援し、ヨーロッパ大陸全体での多国籍演習を調整することを可能にすることを任務としている。この第5軍団司令部の展開は、2022年ロシアのウクライナ侵攻に対応するためのものである。2023年3月21日に、ポーランドのポズナンに第5軍団前方展開司令部の常設基地として、キャンプ・コシチュシュコが開設された。

## 編制
- 直属部隊

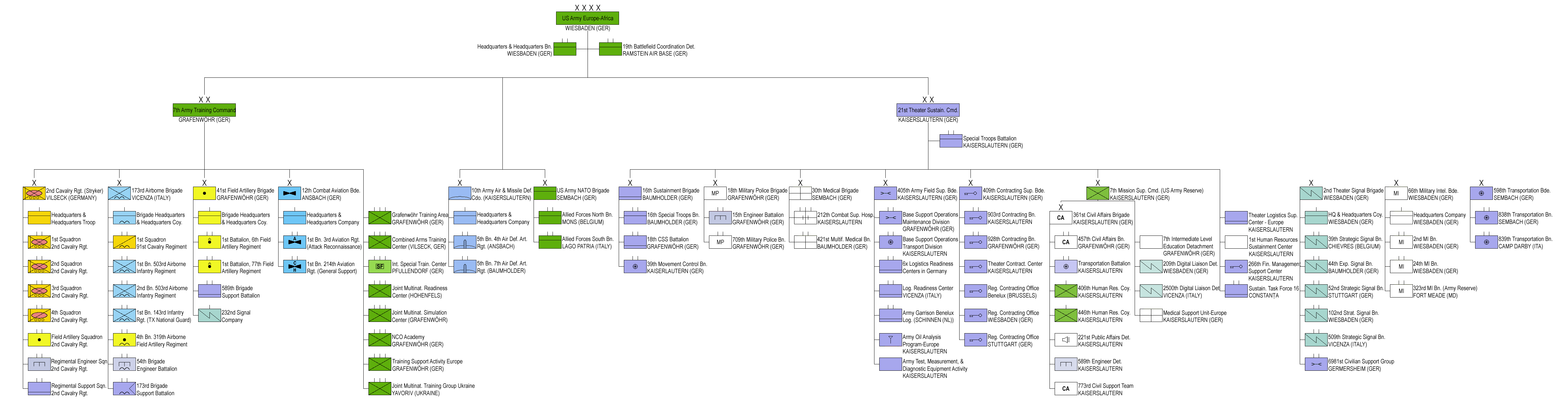
2018年時点の編制図

  - アメリカ欧州・アフリカ陸軍司令部及び司令部大隊、ヴィースバーデン
  - 第19戦場調整分遣隊
  - 第5軍団
  - 第2騎兵連隊、ビルセック
    - 第1大隊（歩兵）
    - 第2大隊（歩兵）
    - 第3大隊（歩兵）
    - 第4大隊（偵察、監視、標的捕獲（RSTA））
    - 野戦砲兵大隊、グラーフェンヴェーア
    - 工兵大隊
    - 支援大隊

  - 第41野戦砲兵旅団、グラーフェンヴェーア
    - 司令部及び司令部大隊
    - 第6野戦砲兵連隊第1大隊
    - 第77野戦砲兵連隊第1大隊
    - 第589旅団支援大隊
    - 第232通信中隊

  - 第12戦闘航空旅団、アンスバッハ
    - 第3航空連隊第1大隊
    - 第214航空連隊第1大隊

  - 南ヨーロッパ任務部隊-アフリカ（SETAF-AF）
    - 第173空挺旅団、ヴィチェンツァ及びグラーフェンヴェーア
      - 司令部及び司令部中隊
      - 第91騎兵連隊第1大隊
      - 第503歩兵連隊第1大隊
      - 第503歩兵連隊第2大隊
      - 第319野戦砲兵連隊第4大隊
      - 第54工兵大隊
      - 第173支援大隊

  - 第56砲兵コマンド
    - 第2マルチドメイン任務部隊

  - 第10陸軍航空・ミサイル防衛コマンド
    - 第7防空砲兵連隊第5大隊、スミス・バラックス
    - 第4防空砲兵連隊第5大隊、シプトン・カゼルン

  - 第7陸軍訓練コマンド、グラーフェンヴェーア
    - ヨーロッパ訓練支援活動
    - 第7陸軍下士官学校
    - ウクライナ統合多国籍訓練群
    - 統合多国籍準備センター、ホーエンフェルス
      - 第4歩兵連隊第1大隊、ホーエンフェルス
      - 統合多国籍シミュレーションセンター

  - 第21戦域維持コマンド
    - 第21戦域維持コマンド任務大隊
    - 第266財務管理支援センター
    - 第1人材維持センター
    - ヨーロッパ戦域輸送支援センター
    - 第7任務支援コマンド（陸軍予備役）、カイザースラウテルン
      - 第209電算調整分遣隊
      - 第2500電算調整分遣隊
      - 第7中級レベル教育分遣隊
      - ヨーロッパ衛生支援部隊
      - 第361民事活動旅団
      - 第510地域支援群

    - 第16維持旅団
      - 第16維持旅団特別任務大隊
      - 第39輸送大隊
      - 第18戦闘維持支援大隊

    - 第18憲兵旅団
      - 第709憲兵大隊
      - 第15工兵大隊

    - 第30衛生旅団
      - 第519病院センター
        - 第512野戦病院

      - 第421衛生大隊

- 支援部隊
  - アメリカ陸軍NATO旅団
    - 旅団司令部
    - 北部連合軍大隊
    - 南部連合軍大隊

  - 第66軍事情報旅団
    - 第2軍事情報大隊
    - 第24軍事情報大隊

  - 第207軍事情報旅団
    - 第522軍事情報大隊
    - 第307軍事情報大隊

  - 第2通信旅団、ヴィースバーデン
    - 第39戦略通信大隊、キエーヴル空軍基地
    - 第44遠征通信大隊、バウムホルダー
    - 第52戦略通信大隊、シュトゥットガルト
    - 第102戦略通信大隊、ヴィースバーデン
    - 第509戦略通信大隊、ヴィチェンツァ
    - 第698民事支援群、ゲルマースハイム

  - 第405陸軍野戦支援旅団
    - アフリカ陸軍野戦支援大隊
    - ベネルクス陸軍野戦支援大隊
    - ドイツ陸軍野戦支援大隊
    - マンハイム陸軍野戦支援大隊

  - 第409契約支援旅団
    - 戦域受託支援センター
    - 第928契約大隊、グラーフェンヴェーア
    - ベネルクス地域契約オフィス
    - シュトゥットガルト地域契約オフィス
    - ヴィースバーデン地域契約オフィス

  - 第598輸送旅団、センバッハ
    - 第838輸送大隊、カイザースラウテルン
    - 第839輸送大隊、リヴォルノ

  - インストール管理コマンド-ヨーロッパ
    - ヨーロッパ駐屯地支援班
    - シュトゥットガルト陸軍駐屯地業務隊
    - ラインラント=プファルツ陸軍駐屯地業務隊
    - イタリア陸軍駐屯地業務隊
    - ベネルクス陸軍駐屯地業務隊
    - アンスバッハ陸軍駐屯地業務隊
    - バイエルン陸軍駐屯地業務隊

  - 地域保健コマンド-ヨーロッパ
    - ランツトゥール地域衛生センター
    - 衛生部隊活動-バイエルン
    - 公衆衛生コマンド-ヨーロッパ
    - 歯科衛生コマンド-ヨーロッパ

## 歴代司令官
- アメリカ欧州・アフリカ陸軍の司令官